# Górki (Józefów)
Górki – część miasta Józefów.
Wcześniej część wsi Świdry Wielkie położona przy ujściu rzeki Świder do Wisły, na jej północnym brzegu. Zlokalizowane jest tu stanowisko archeologiczne związane z kulturą świderską.

## Historia
Górki powstały jako kolonia Świdrów Wielkich, na przeciwnym brzegu rzeki Świder. W 1919 roku na wzniesieniach otaczających miejscowość odkryto ślady osadnictwa z wczesnej epoki kamiennej, datowane na 10000–8000 lat p.n.e. Badania wykopaliskowe prowadził tu Ludwik Sawicki w latach 1919–1934. W trakcie badań znaleziono m.in. liczne narzędzia wykonane z krzemienia sprowadzanego z Gór Świętokrzyskich.
Do roku 1958, kiedy Świdry Wielkie włączono do miasta Otwocka, Górki stanowiły część tej miejscowości. W 1962 miejscowość stała się częścią nowo utworzonego miasta Józefów.